# Hochwasserrückhaltebecken Federbach
Das Hochwasserrückhaltebecken Federbach in ein Stausee in Baden-Württemberg (Deutschland), mit ca. 2,5 ha Dauerstaufläche.

## Beschreibung
Der See liegt unterhalb von Horn, einem Teilort von Göggingen, Ostalbkreis. Angelegt wurde dieses Rückhaltebecken – wie zehn weitere Hochwasserrückhaltebecken (HRB) entlang der Lein – vom Wasserverband Kocher-Lein. Mit dem Bau dieser Hochwasserrückhaltebecken soll die Hochwassergefahr im Leintal beseitigt und im mittleren Kochertal vermindert werden. Auslöser für den Bau der Anlagen war unter anderem ein starkes Hochwasser im März 1956.
Namensgebend ist der Federbach, der in der Nähe von Holzhausen auf der Frickenhofer Höhe entspringt und kurz unterhalb des Stausees in die Lein mündet.
Im Sommer 2009 wurde der Stausee saniert. Dazu wurde der Stausee vollständig entleert und anschließend ungefähr 8000 Kubikmeter Erdmaterial ausgeräumt.
Auf der östlichen Seite des Sees wird ein Teil des Ufergebietes vom Naturschutzbund Deutschland, Ortsgruppe Aalen betreut.
Über die Dammkrone führt die Gemeinde-Verbindungsstraße Horn–Göggingen. Westlich über dem See gelegen befindet sich die am Wochenende bewirtschaftete Hütte des TGV Horn. Am HRB Federbach befand sich früher eine Erddeponie.

## Fischbesatz
Betreut wird der See vom Fischerei- und Hegeverein Leintal, Täferrot. Vorkommende Fischarten sind: Regenbogenforellen, Hecht, Zander, Karpfen, Rotaugen, Barsch, Giebel, Moderlieschen.